# 椛田早紀
椛田 早紀（かばた さき、1981年12月22日 - ）は、日本の歌手。大分県別府市出身。私立女子大学文学部日本文学科卒業。身長153cm、体重38kg。

## 来歴
1998年テレビ東京系『ASAYAN』モーニング娘。追加オーディションで最終審査16名まで勝ち残る。その後2001年、同番組の敗者復活オーディションに参加し最終審査4名まで残り、レコード会社4社からのオファーを受ける。そして馬場一嘉(G.&Cho./Arr./Sound P.)、eiri(G.)、吉田純子(Key.&Cho./Compose)と共にユニット「CLOVER」を結成し、2001年8月22日フォーライフレコード（現在:フォーライフミュージックエンタテイメント）よりシングル「あたりまえのこと」（日本テレビ系「ニッテる!」エンディングテーマ）でデビュー。2002年12月4日、伊勢正三プロデュースによる椛田早紀としてのソロシングル「Fish」（TBS系「B-1（ビー・ワン）」エンディングテーマ)をリリース。2004年3月18日"PlayStation 2"用ゲームソフト『塊魂』挿入歌「LONELY ROLLING STAR」（歌謡エレポップ）を担当する。2004年8月7日より劇場アニメーション『MIND GAME』に声優としてオウタ役で出演。
2005年2月1日、インディーズバンド「MILK FUDGE」としての活動を発表。2005年2月14日MILK FUDGEのSakiとして活動開始したが、同年12月23日をもって解散を発表した。
2007年、Eiriとのユニット「tokage」にて再始動。都内を中心に精力的なライブ活動を展開。2008年10月3日インディーズレーベルよりミニアルバム「サニー」をリリース。2009年1月11日には初のワンマンライブ、同年10月4日にもワンマンライブを行った。
2009年12月20日に自らが立ち上げたオリジナルブランド「CandyLoose」を発表。デザインした服などは渋谷のセレクトショップ「GAIN」にて2009年12月23日より販売。
2010年12月20日にtokageとしてCD発売記念ワンマンライブ「真冬のRAINBOW」を開催。同日1stフルアルバム「Hello」を2011年3月4日の全国販売に先駆けて販売。
2012年6月よりtokageにBassとDrumsを加えバンド編成となり、10月12日にはミニアルバム「EYE」を発売。2012年12月22日に4度目となるワンマンライブを渋谷eggmanで行った。
2013年9月6日、tokageのBassに新たにEbaを加えミニアルバム「BEAT!BEAT!BEAT!」を発売。2014年8月8日にミニアルバム「LOVE THE LIFE」を発売した。
2015年9月7日に自身のブログにて一般男性との結婚を発表。2016年12月6日のtokageのライブを最後に歌手活動は無期限休止中。
2017年4月よりTOKYO FM「シンクロのシティ」の街頭インタビュアー、ボイス収集隊として活動。2019年5月からは「ショクバのシティ」のコーナーも担当し、2019年9月26日の番組終了まで活動した。
2020年1月12日にYouTubeにてvlogを開始した。

## 略歴
1981年
- 12月22日大分県別府市に生まれる。

1995年
- 九州発映画『スーパー・ハイスクール・ギャング』に田中麗奈とともに妖精役で出演。

1998年
- テレビ東京系『ASAYAN』内の「モーニング娘。追加オーディション」（合格者は矢口真里、市井紗耶香、保田圭）の最終選考16名まで残るも落選[3]。

1999年
- 雑誌『ポポロ』ポポロガールグランプリ
- 7月 - SMEJで行われた、第2期smAshオーディションに参加。
- 11月7日 - smAshオーディション、最終審査に進む。

2000年
- 2月 - smAshの一員としてソニー・ミュージックアーティスツと契約[4]。
- 2月20日 - smAshの一員として、CDシングル『愛のコトバ』を発売する。
- 3月25日 - 第三回 マニッシュ・プリティーガール・コンテスト 準グランプリ。
- 4月 - smAshの活動および大学進学のため上京。

2001年
- 2月-3月 - テレビ東京系『ASAYAN』内の「敗者復活オーディション」に参加。レコード会社4社からオファーを受ける。
- 8月22日 - シングル CLOVER『あたりまえのこと』でフォーライフ・レコードよりメジャー・デビュー。
- 12月22日 - インターネット放送「椛田早紀のPIPIT!!!REAL★TV」（so-net）開始。

2002年
- 3月 - 椛田早紀のいただきっ☆シネマッチョ!（CAN MAGAZINE）連載開始。
- 11月3日/4日 - 初の学園祭ライブ（日本大学松戸歯学部（カラオケ）、法政大学小金井校舎（生演奏））
- 11月6日-11月27日 - 日本テレビ系『AX MUSIC-TV00 情熱行脚』にてギターの弾き語りに挑戦。
- 12月4日 - 椛田早紀『Fish』でフォーライフミュージックエンタテイメントよりソロ・デビュー。
- このころに後に自身の活動に多大なる影響を与えることになるThe Water Of Lifeこと清水和彦に出会う。

2003年
- 前半にかけて清水とのライブ活動を展開。
- 3月19日 - インターネット放送「椛田早紀のPIPIT!!!REAL★TV」（So-net）放送終了。
- 4月17日 - インターネット放送「椛田早紀のピピット★スーパー」（So-net）放送開始。
- 9月18日 - インターネット放送「椛田早紀のピピット★スーパー」（So-net）終了。

2004年
- 1月29日 - 彼女の活動に大きな影響を与えた清水和彦が交通事故のために死去。清水と椛田共作の「夏の魔法」ほかが遺作となった。
- 3月 - 椛田早紀のいただきっ☆シネマッチョ!（CAN MAGAZINE）連載終了。
- 3月18日 - PS2ゲーム「塊魂」発売。挿入歌「LONELY ROLLING STAR」を担当。
- 5月19日 - 塊魂サウンドトラック「塊フォルテッシモ魂」発売。
- 夏 - 劇場アニメーション「MIND GAME」（STUDIO 4℃）にてオウタ役を担当。

2005年
- 2月1日 - MILK FUDGEのSakiとしてインディーズから再出発することを発表。
- 2月14日 - 渋谷RUIDO K2にてMILK FUDGE 1stLive。MILK FUDGE『愛の果実/アラームドリーム』（自主制作CD-R）ライブ会場限定発売。
- 8月24日 - MILK FUDGE『ネイビーブルー』（WAVE MASTER）にてメジャー・デビュー。
- 以降MILK FUDGEとしての活動へ
- 12月23日 - MILK FUDGE解散。

2006年
- 12月14日-12月17日 6%DOKIDOKIの2ndヴィジュアルショー「ドラゴンキャッスル～竜宮城と人魚姫～」に出演。（リュウグウノツカイ役）

2007年
- 1月 - 新ユニットtokageで再始動。
- 1月11日 - 下北沢Cave Beにてtokage 1stLive。
- 4月14日 - tokage『tokage 1』（デモCD）ライブ会場限定発売。即日完売。
- 6月6日 - tokage『tokage 2』（デモCD）ライブ会場限定発売。
- 8月7日 - tokage『tokage 3』（デモCD）ライブ会場限定発売。
- 9月5日 - tokage『tokage infinity』（デモアルバム）ライブ会場限定発売。
- 11月3日 - tokageとしてYAMAHA＆KDDI主催『東京バンドサミット2007 グランドファイナル』出演。

2008年
- 1月22日 - tokage『tokage 4』（デモCD）ライブ会場限定発売。
- 4月19日 - tokage『tokage 5』（デモCD）ライブ会場限定発売。
- 7月30日 - tokage『ラブレター』（デモCD）ライブ会場限定無料配布。
- 8月28日 - tokageとして東京ベイスタジオ、フジテレビラボLLC主催のオーディション「DAIBA MUSIC FACTORY 2007-08」にて準グランプリ獲得。
- 10月 - レギュラーラジオ「tokageのsunny side up!」(CANシステム)放送開始。
- 10月3日 - 初の主催イベント『tokageレコ発イベント " Sunny Side Up!!! "』開催。
- 10月3日 - tokage『サニー』（ミニアルバム）全国発売。

2009年
- 1月11日 - 初のワンマンライブ「まったくのはじめてなんよ」開催。
- 4月 - 「あっ!とおどろく放送局」にてレギュラー番組「tokage お茶の間☆ミュージック!!」開始。
- 4月19日 - 『tokage ONE-MAN LIVE まったくのはじめてなんよ』（DVD）ライブ会場限定発売（5月1日「あっ！とおどろくショッピング」内にて通販開始）
- 6月 - 「あっ!とおどろく放送局」にてレギュラー番組「tokage お茶の間☆ミュージック!!」放送終了。
- 7月7日 - tokage『tokage 6』（デモCD）ライブ会場限定発売。
- 7月20日 - 初のアンプラグド編成でのライブ「Amp Chop!!」を渋谷SONGLINESにて開催。
- 9月4日 - tokage『tokage 7』（デモCD）ライブ会場限定発売。
- 10月4日 - 2度目のワンマンライブとなる『ところがどっこい2回目なんよ』開催。
- 10月10日 - 「あっ!とおどろく放送局」にてレギュラー番組「tokage お茶の間☆ミュージック2。」開始。
- 12月7日 - odaibaTV!にてレギュラー番組「tokageの時間ですよ～！？☆」開始。
- 12月20日 - 自身のオリジナルブランド「CandyLoose」発表。23日より渋谷「GAIN」にて販売開始。
- 12月 - レギュラーラジオ「tokageのsunny side up!」(CANシステム)放送終了。
- 12月 - odaibaTVにてレギュラー番組「tokageの時間ですよ～！？☆」放送開始。
- 12月 - 「あっ!とおどろく放送局」レギュラー番組「tokage お茶の間☆ミュージック2。」放送終了。

2010年
- 1月 - 「あっ!とおどろく放送局」レギュラー番組「tokage お茶の間☆ミュージック3！」開始。
- 1月29日 - tokage『tokage 8』（デモCD）ライブ会場限定発売。
- 3月 - 「あっ!とおどろく放送局」レギュラー番組「tokage お茶の間☆ミュージック3！」放送終了。
- 3月10日 - tokage『tokage 9』（デモCD）ライブ会場限定発売。
- 6月1日 - tokage『Yellow』（デモアルバム）ライブ会場限定発売。
- 6月18日 - twitterを開始。
- 8月8日 - 主催イベント『LOLI POP MONSTER 0808』を新宿NINE SPICESにて開催。
- 12月20日 - CD発売記念ワンマンライブ『真冬のRAINBOW』をSHIBUYA BOXXにて開催。同日フルアルバム『Hello』先行販売。

2011年
- 3月4日 - tokage 1stアルバム『Hello』（ZHCD-1003）全国発売。

2012年
- 9月9日 - 主催イベント『ヒカリトカゲ』を渋谷eggmanにて開催。
- 10月12日 - tokage ミニアルバム『EYE』（LZMC-0001）全国発売。
- 12月22日 - 4度目となるワンマンライブ『Happy!Holy!Party!Night!』をshibuya eggmanにて開催。

2013年
- 9月6日 - tokage ミニアルバム『BEAT!BEAT!BEAT!』（LZMC-0002）全国発売。

2014年
- 8月8日 - tokage ミニアルバム『LOVE THE LIFE』（LZMC-0003）全国発売。

2015年
- 9月7日 - 一般男性との結婚を発表

## 人物・エピソード
- 身長は公称153cm。自身のブログで「たぶん　152.○cmやと思う。」[5]と発言している
- 身長が低いことと童顔なことから実年齢より若く見られることが多い。
- 特技は日本舞踊（花柳流）。
- 親子丼、栗（特に甘栗）、枝豆が好物。
- 自転車に乗れないが、原付免許は所持。
- クマ系のグッズ（デッドベアー、リラックマなど）を好む。

## 音楽

### シングル
CLOVER
- あたりまえのこと （2001年8月22日、FLCF-3872）
日本テレビ系『ニッテる!』エンディングテーマ
  1. あたりまえのこと
  2. 守りたいもの
  3. あたりまえのこと (Instrumental)
  4. 守りたいもの (Instrumental)

椛田早紀
- Fish （2002年12月4日、FLCF-7056）
TBS系TV『B-1』エンディングテーマ
  1. Fish
  2. まどわさないで
  3. フレンズ
  4. Fish(Instrumental)

MILK FUDGE
- 愛の果実/アラームドリーム （2005年2月14日、数量限定自主制作CD-R）
  1. 愛の果実
  2. アラームドリーム
- ネイビーブルー （2005年8月24日、WWCA-31095）
  1. ネイビーブルー
  2. エスケープモンスター
  3. ネイビーブルー(Instrumental)
  4. エスケープモンスター(Instrumental)

tokage
- tokage 1 （2007年4月14日、ライブ会場限定販売デモCD ※完売）
  1. 早熟
  2. looking for the star
- tokage 2 （2007年6月6日、ライブ会場限定販売デモCD ※完売）
  1. My life
  2. ABCガール
- tokage 3 （2007年8月7日、ライブ会場限定販売デモCD ※完売）
  1. Pansy 〜30℃の恋〜
  2. Black Yesterday
- tokage 4 （2008年1月22日、ライブ会場限定販売デモCD ※完売）
  1. てがみ
  2. チェリー
- tokage 5 （2008年4月19日、ライブ会場限定販売デモCD ※完売）
  1. ピアノ
  2. 雨色
- ラブレター （2008年7月30日、ライブ会場限定無料配布デモCD）
  1. ラブレター
- tokage 6 （2009年7月7日、ライブ会場限定販売デモCD ※完売）
  1. カレーライス
  2. 午前0時の約束
  3. special track
- tokage 7 （2009年9月4日、ライブ会場限定販売デモCD ※完売）
  1. ビューティフルバービー
  2. さみしがり☆CANDY GIRL
  3. special track
- tokage 8 （2010年1月29日、ライブ会場限定販売デモCD ※完売）
  1. ペンギンと少年
  2. まぼろし
  3. special track
- tokage 9 （2010年3月10日、ライブ会場限定販売デモCD ※販売終了）
  1. サクラ
  2. ユキハネ
  3. special track

### アルバム
- V.A.『同想会'03ASAYAN』（2003年2月5日）※DISC2 track8.あたりまえのこと/CLOVER
- 塊魂サウンドトラック『塊フォルテッシモ魂』（2004年5月19日）※track6.LONELY ROLLING STAR/椛田早紀
- tokage
  - 「tokage infinity」（2007年9月5日、ライブ会場限定販売 ※販売終了）
  - 「サニー」（2008年10月3日、DMRS-301 Rhythm Site（インディーズレーベル））
  - 「Yellow」（2010年6月1日、ライブ会場限定販売 ※販売終了）
  - 「Hello」（2011年3月4日、ZHCD-1003 ※2010年12月20日のワンマンライブにて先行販売）
  - 「EYE」（2012年10月12日、LZMC-0001 ※2012年9月9日の主催ライブにて先行販売）
  - 「BEAT!BEAT!BEAT!」 （2013年9月6日、LZMC-0002）
  - 「LOVE THE LIFE」 （2014年8月8日、LZMC-0003）

### DVD
- V.A『Visual Box vol.3 BLREACH!! SCENE TWO』（2005年6月9日 ※01.愛の果実、ネイビーブルー/MILK FUDGE）
- tokage『tokage ONE-MAN LIVE まったくのはじめてなんよ』（2009年4月19日、ライブ会場限定販売）

### 未発表楽曲
CLOVER
- 『特別な日』作詞・作曲：吉田純子/編曲：馬場一嘉
- 『Leaving you』作詞：吉田純子/作曲・編曲：馬場一嘉
- 『わかっていたのに・・・』作詞：吉田純子/作曲：eiri/編曲：馬場一嘉

椛田早紀
- 『Tearful voice』作詞：椛田早紀/作曲：eiri
- 『ホントはしあわせ』作詞：椛田早紀/作曲：eiri
- 『ミルク』作詞：椛田早紀/作曲：清水和彦
- 『ふたつの光』作詞：椛田早紀/作曲：eiri
- 『FIRST SONG』作詞・作曲：椛田早紀
- 『今日も曇りかも』作詞：椛田早紀/作曲：eiri
- 『この空の下で』（FIRST SONGのリメイク）作詞・作曲：椛田早紀
- 『夏の魔法』作詞：椛田早紀/作曲：清水和彦
- 『白い砂漠に赤い花』（Tearful voiceのリメイク）作詞：椛田早紀/作曲：eiri
- 『微熱』作詞・作曲：椛田早紀
- 『青春くれよんcolor』作詞・作曲：椛田早紀

MILK FUDGE
- 『Lady Bug』作詞：椛田早紀/作曲：Eiri
- 『Jet Spanky』作詞：椛田早紀/作曲：Eiri
- 『向日葵』作詞：椛田早紀/作曲：Eiri
- 『まぼろし』作詞：椛田早紀/作曲：Eiri
- 『Super Pink Bus』作詞：椛田早紀/作曲：Eiri

tokage
- 『スーキー』作詞：椛田早紀/作曲：藤枝秀達
- 『love&music』作詞：椛田早紀/作曲：藤枝秀達
- 『LADY BUG』作詞：椛田早紀/作曲：藤枝秀達（※セルフカバー）
- 『ヒマワリ』作詞：椛田早紀/作曲：藤枝秀達（※セルフカバー）
- 『センチメートル』作詞：椛田早紀/作曲：藤枝エイリ
- 『One×One』作詞：椛田早紀/作曲：藤枝エイリ
- 『Days』作詞：Saki/作曲：Eiri
- 『ルビーローズ』作詞：Saki/作曲：Eiri

## 出演

### テレビ番組
オーディション〜デビュー
- ASAYAN（2001年2月4日-2001年4月1日/7月22日/8月12日・19日、テレビ東京）
- AX MUSIC-TV00 情熱行脚（2002年11月6日-27日、日本テレビ）

スタジオライブ
- プレミアMelodiX!（2001年8月29日、テレビ東京）
- U-CDTV（2002年12月13日、TBS）

女優
- ごくせんスペシャル 「さよなら3年D組…ヤンクミ涙の卒業式」（2003年3月26日、日本テレビ）

リポーター
- Pooh!（2003年7月17日、TBS）

### その他
声優
- マインド・ゲーム（劇場アニメーション、オウタ役、2004年夏公開、STUDIO 4℃）

ゲーム関係
- PS2ゲーム「塊魂」（2004年3月18日、挿入歌「LONELY ROLLING STAR」）
- 塊魂サウンドトラック「塊フォルテッシモ魂」(2004年5月19日)
- シンクロノシティ（2017年4月 - 2019年9月、TOKYO FM、「VOICE収集隊」インタビュアー、 「ショクバのシティ」 リポーター）

### 雑誌
- 椛田早紀のいただきっ☆シネマッチョ!（2002年3月 - 2004年3月、CAN MAGAZINE）
- 椛田早紀日記（2005年12月 - 2007年3月、カントリーロード）※初回時はバンドが解散していなかったため『恋してMILK!』、以後『SAKI〜椛田早紀〜の「I stand alone.」』、2006年10月より『椛田早紀日記』にタイトル変更。

### インターネット放送
- 椛田早紀のPIPIT!!!REAL★TV（2001年12月22日-2003年3月19日、So-net）
- 椛田早紀のピピット★スーパー（2003年4月17日-9月18日、So-net）
- tokage お茶の間☆ミュージック!!（2009年4月4日-6月26日 あっ!とおどろく放送局）
- tokage お茶の間☆ミュージック2。（2009年10月10日-12月26日 あっ!とおどろく放送局）
- tokage お茶の間☆ミュージック3！（2010年1月6日-3月31日 あっ!とおどろく放送局「あっ！とNOW」内にて放送）
- tokageの時間ですよ～！？☆（2009年12月7日- odaibaTV）